# Amrik Singh Gill
Amrik Singh Gill (ur. 24 kwietnia 1951) – brytyjski zapaśnik walczący w stylu wolnym. Trzykrotny olimpijczyk. Odpadł w eliminacjach turnieju w Monachium 1972, Montrealu 1976 i Moskwie 1980. Startował w kategorii 57 kg.
Srebrny medalista igrzysk Wspólnoty Narodów w 1974 i brązowy w 1978 roku, gdzie reprezentował Anglię.
Dziewięciokrotny mistrz kraju w latach 1971–1973, 1975–1978 i 1980 (58 kg).
- Turniej w Monachium 1972

Pokonał Juana Velarde z Peru, a przegrał z Horstem Mayerem z NRD i Ramezanem Chederem z Iranu.
- Turniej w Montrealu 1976

Przegrał z Moisésem Lópezem z Meksyku i Jorge Ramosem z Kuby.
- Turniej w Moskwie 1980

Przegrał z Wiesławem Kończakiem i Li Ho-pyongiem z Korei Północnej.